# Saint-Brice, Charente
 Saint-Brice  là một xã thuộc tỉnh Charente trong vùng Nouvelle-Aquitaine tây nam nước Pháp. Xã này có độ cao trung bình 54 mét trên mực nước biển.